# Григорович, Татьяна
Татьяна Григорович (рум. Tatiana Grigorovici, до замужества Пистерман (рум. Pisterman), 13 марта 1877 — 25 сентября 1952) — русская, австро-венгерская, затем румынская учёная-политэконом австромарксистского направления. Супруга политического деятеля Георге Григоровича и мать учёного-физика Раду Григоровича.

## Биография
Татьяна Григорович (урождённая Пистерман) родилась 13 марта 1877 года в городе Каменец-Подольский (центр Подольской губернии), в то время Российской империи в богатой еврейской многодетной семье, состоящей из 14 детей. О её детстве мало что известно, но вероятно она выросла в семье, в которой говорили на нескольких языках.
Татьяна изучала философию и экономику в университетах Вены и Берна. В Вене она сблизилась с будущими социал-демократами Рудольфом Гильфердингом, Отто Бауэром и Виктором Адлером. В 1903 году она вышла замуж за студента медицинского факультета в Вене и своего товарища по социал-демократическому движению Георге Григоровича. В 1906 году вместе с супругом переехала в Буковину. 
С 1907 по 1912 год её муж служил в качестве избранного представителем Буковины в Рейхсрате. Татьяна была активна в политической и общественной жизни, в 1912 году выступала в качестве почётного докладчика на учредительном собрании профсоюза служащих офисов. На этом собрании Татьяна особо остановилась на положении женщин, которые работали в качестве служащих. 
В Черновцах Татьяна работала в страховой компании, директором акушерской клиники, а летом в качестве управляющей возглавляла курорт Олэнешть. В 1936 году вместе с семьёй переехала в Бухарест. Покончила жизнь самоубийством 25 сентября 1952 года, пережив своего супруга на два года.

## Работы
- Die Wertlehre bei Marx und Lassalle. Beitrag zur Geschichte eines wissenschaftlichen Missverständnisses. Bern Phil. Diss. 1907-08 (первоначально издана, как диссертация в Вене в 1908 году; второе издание осуществлено Рудольфом Гильфердингом и Максом Аделером в серии «Marx-Studien» в Вене в 1910 году и переиздано в 1971 году).
- Teoria lui Karl Marx asupra valoarei si plus-valoarei. Bucharest: Biblioteca Socialistă, 1920.